# Androcryphia confluens
Androcryphia confluens là một loài rêu trong họ Pelliaceae. Loài này được (Taylor ex Hook. f. & Wilson) Nees mô tả khoa học đầu tiên năm 1846.